# منطقه کلان‌شهری پاریس
منطقه کلان‌شهری پاریس (فرانسوی: aire d'attraction de Paris‎) یک منطقه آماری است که دامنه حرکت مسافران به و از پاریس، فرانسه و حومه آن را توصیف می‌کند.